# Gentiana
Gentiana L. è un genere di piante della famiglia delle Gentianaceae.

## Descrizione

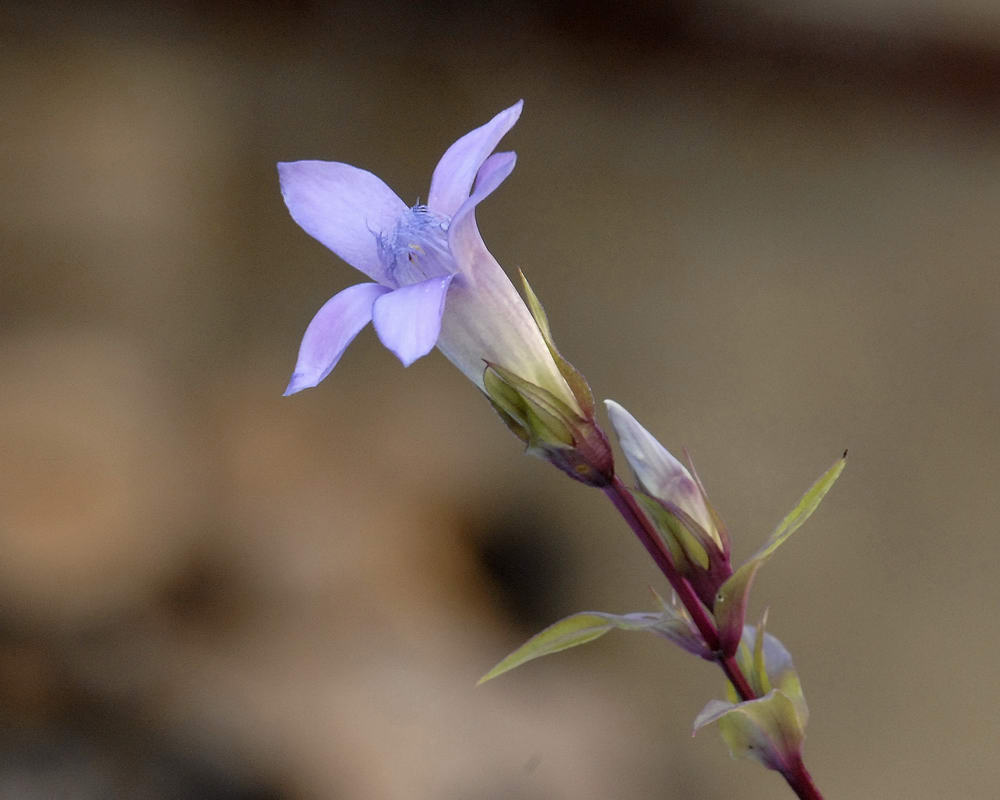
Gentiana pumila cresciuta ai piedi delle Dolomiti bellunesi

Si tratta di piante annuali, biennali e perenni. Alcune sono sempreverdi, altre no. La disposizione delle foglie è opposta. Sono anche presenti foglie che formano una rosetta basale. 
I fiori sono a forma di imbuto; il colore è più comunemente azzurro o blu scuro, ma può variare dal bianco, avorio e dal giallo al rosso. Le specie col fiore di colore blu predominano nell'emisfero settentrionale, quelle col fiore rosso sulle Ande; le specie a fiore bianco sono più rare, ma più frequenti in Nuova Zelanda.
Questi fiori sono più frequentemente pentameri, cioè hanno una corolla formata da 5 petali, e generalmente 5 sepali o 4-7 in alcune specie. Lo stilo è abbastanza corto oppure assente. La corolla presenta delle pieghe (pliche) tra un petalo e l'altro.
L'ovario è quasi sempre sessile e presenta nettarii.

## Distribuzione e habitat

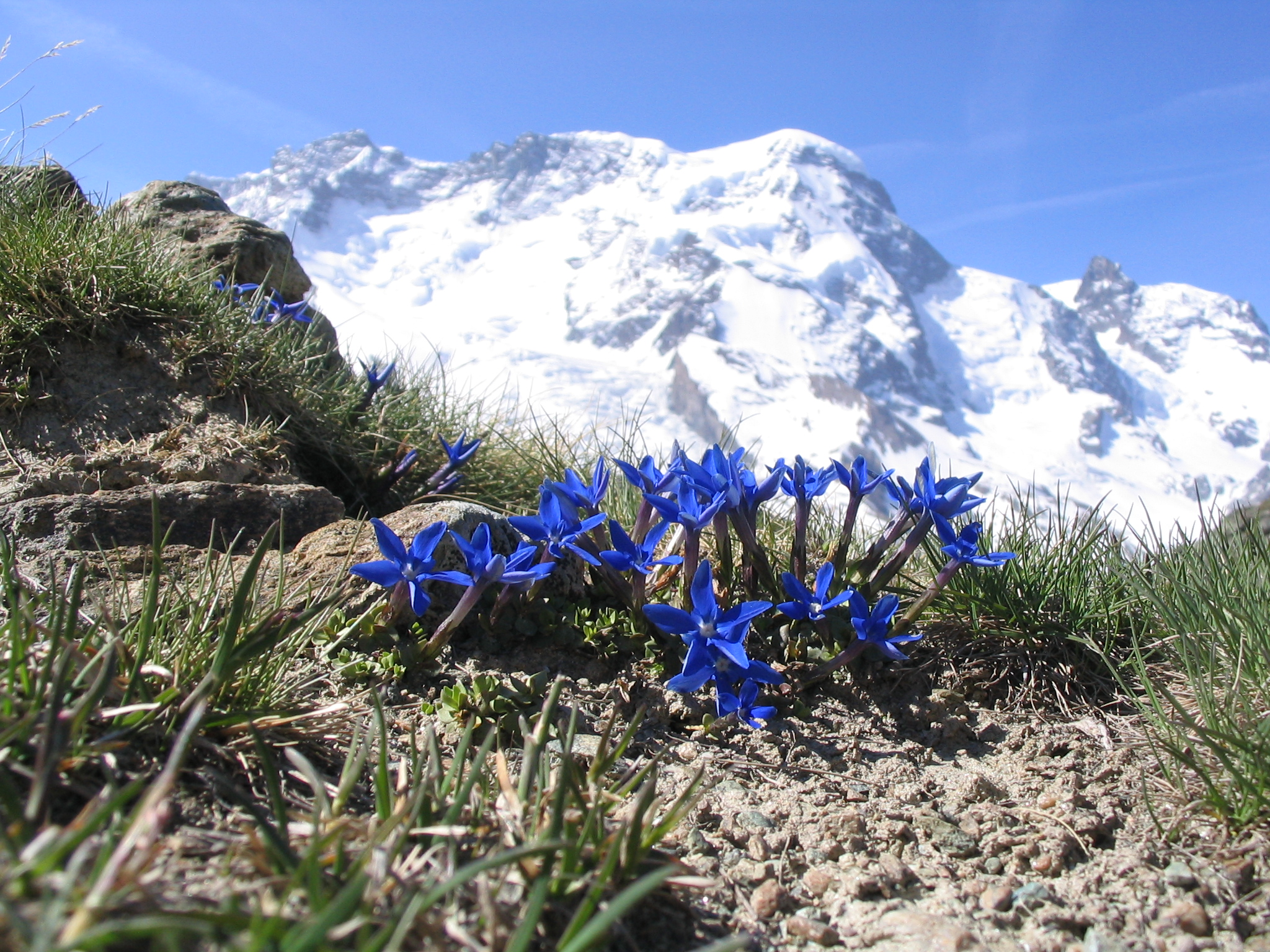
Genziane sul Monte Breithorn nelle Alpi svizzere

Questo genere si trova un po' ovunque nell'habitat alpino delle regioni temperate dell'Europa, dell'Asia e del continente americano. Alcune specie si trovano anche nell'Africa nord-occidentale, nell'Australia orientale ed in Nuova Zelanda.
Sul versante italiano delle Alpi sono presenti diverse specie, che fioriscono durante l'estate.
Sono quasi tutte specie protette. 
Alcune specie si ritrovano anche sugli Appennini.
Le genziane crescono su terreni acidi o neutri, ricchi di humus e ben drenati; si possono trovare in luoghi pienamente o parzialmente soleggiati.
Sono utilizzate frequentemente nei giardini rocciosi.

## Tassonomia
Il genere comprende le seguenti specie:

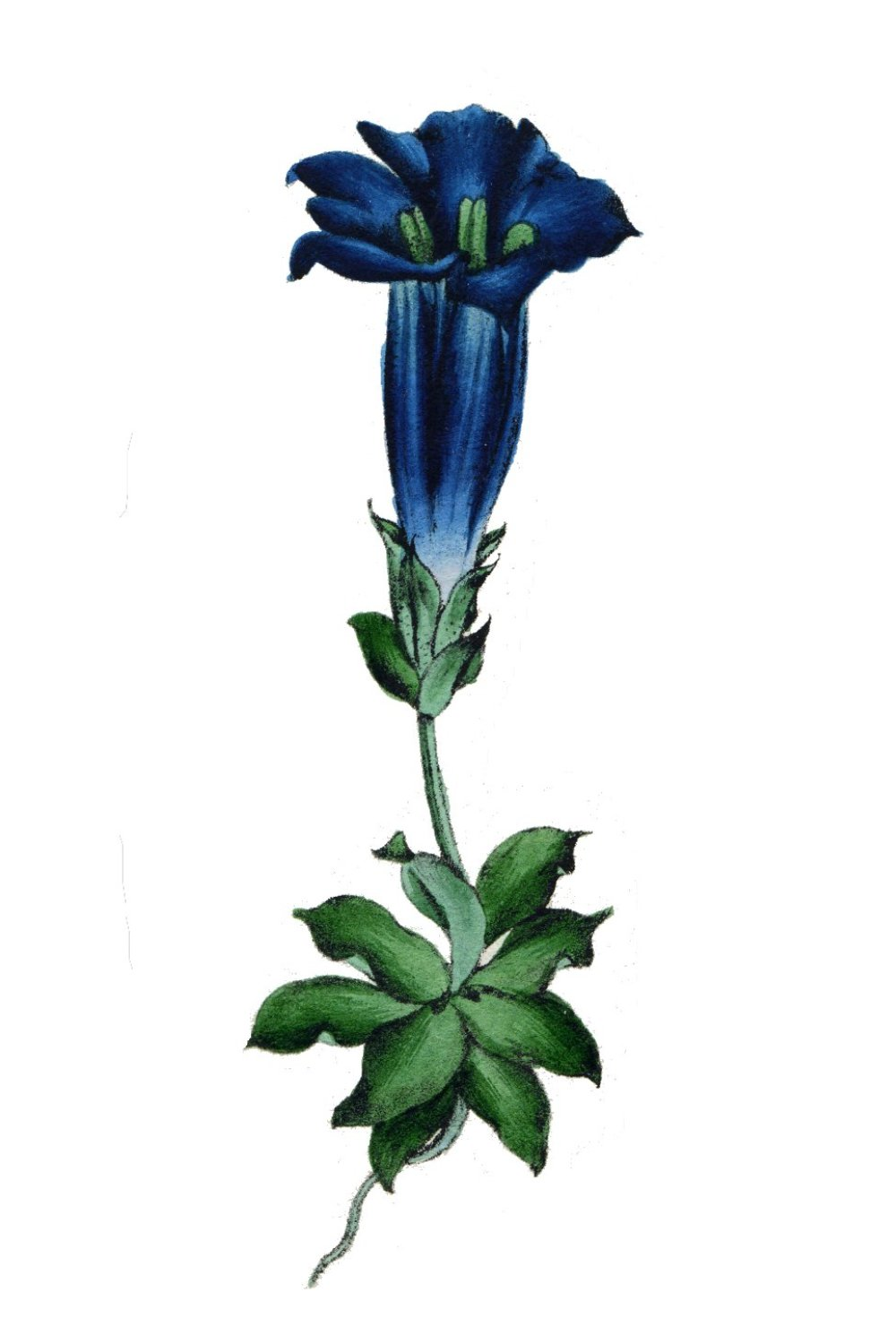
Gentiana acaulis

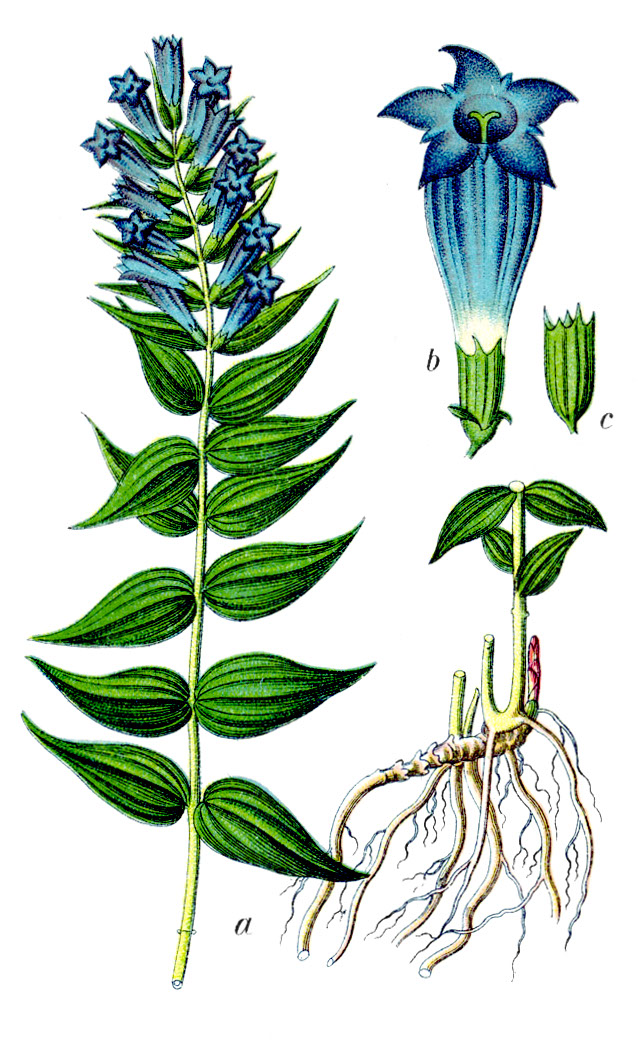
Gentiana asclepiadea

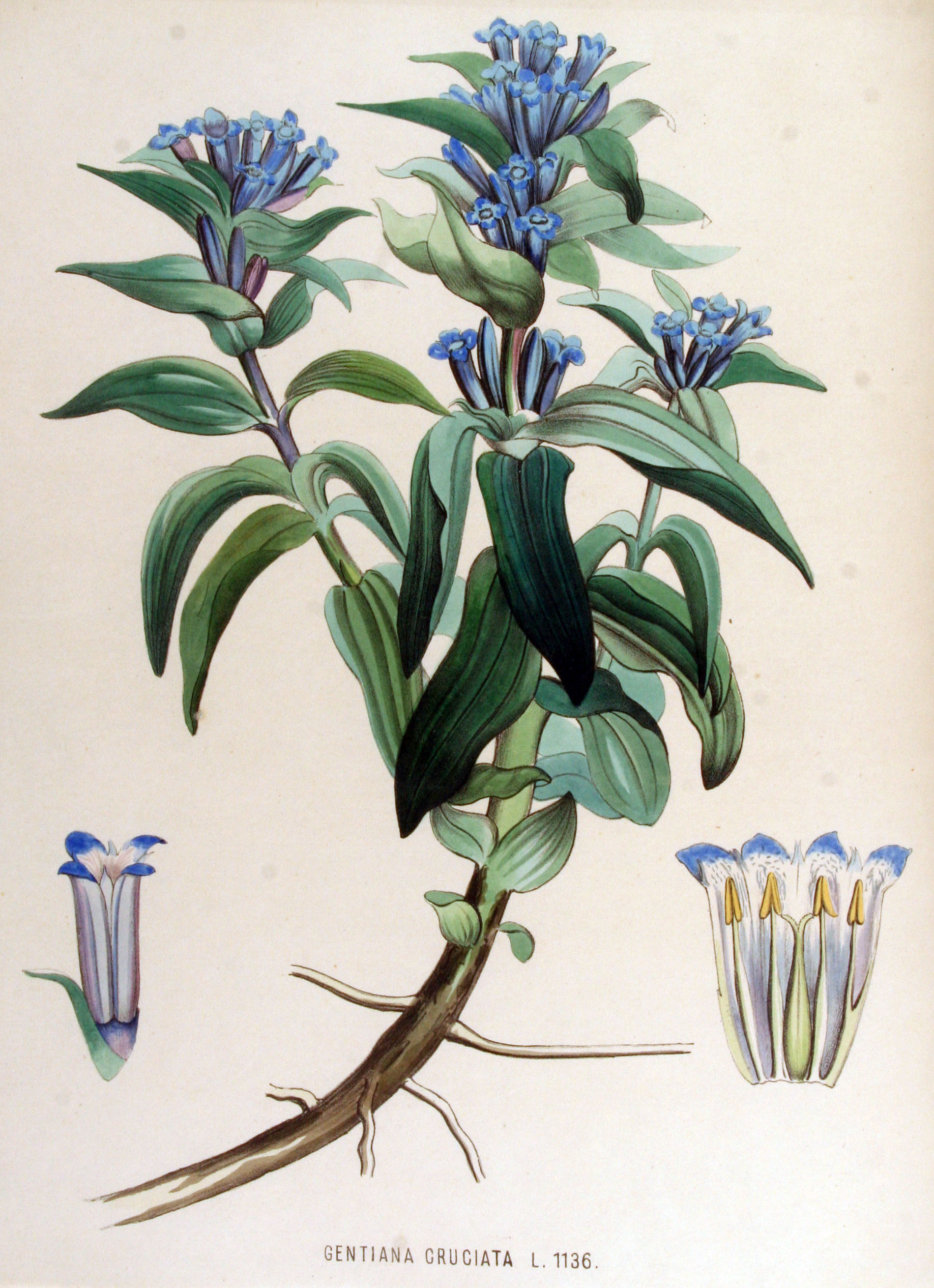
Gentiana cruciata

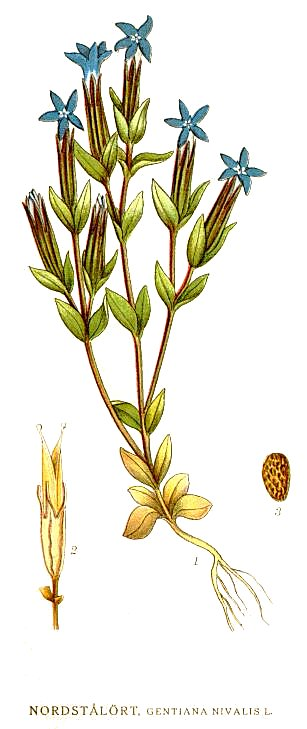
Gentiana nivalis

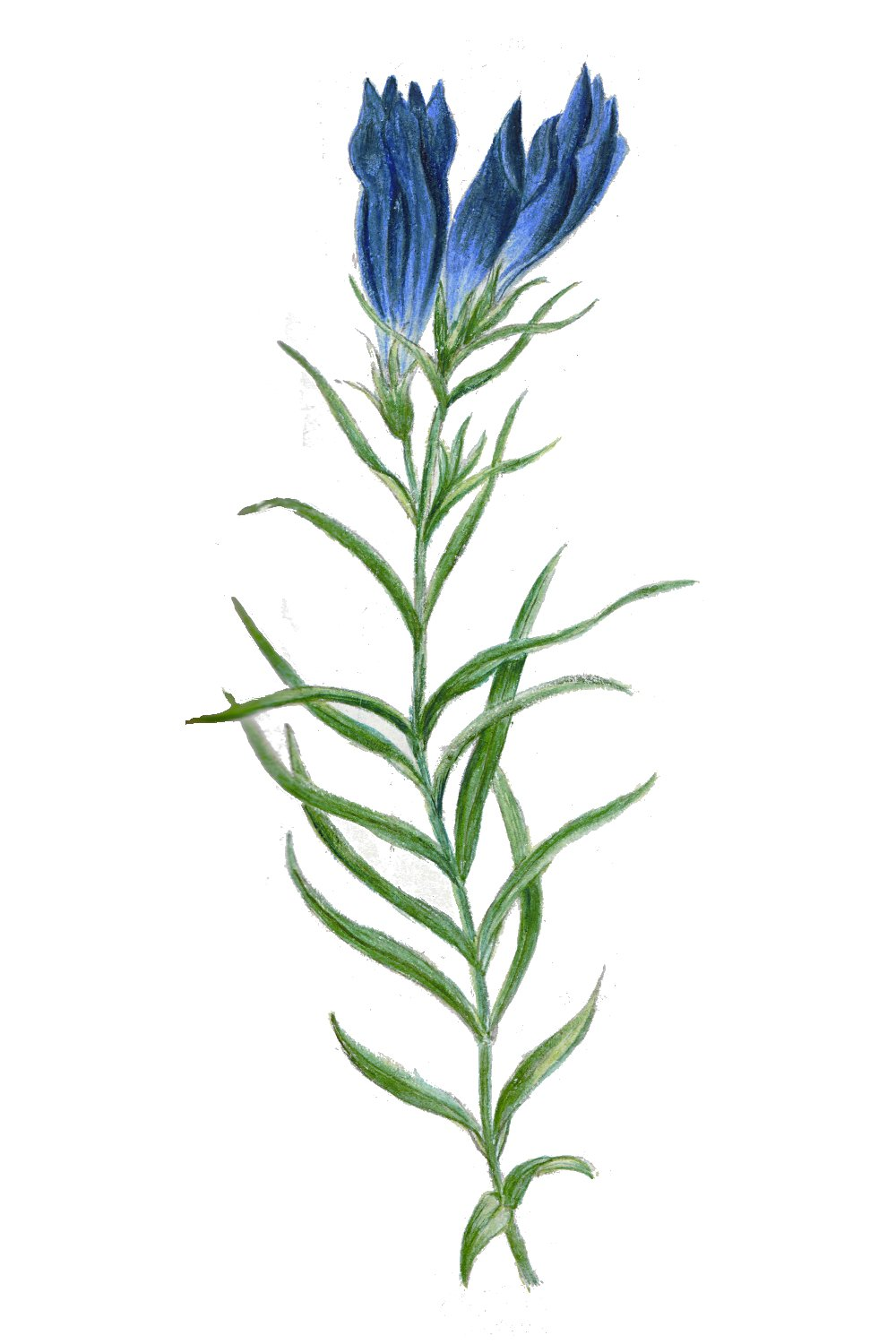
Gentiana pneumonanthe

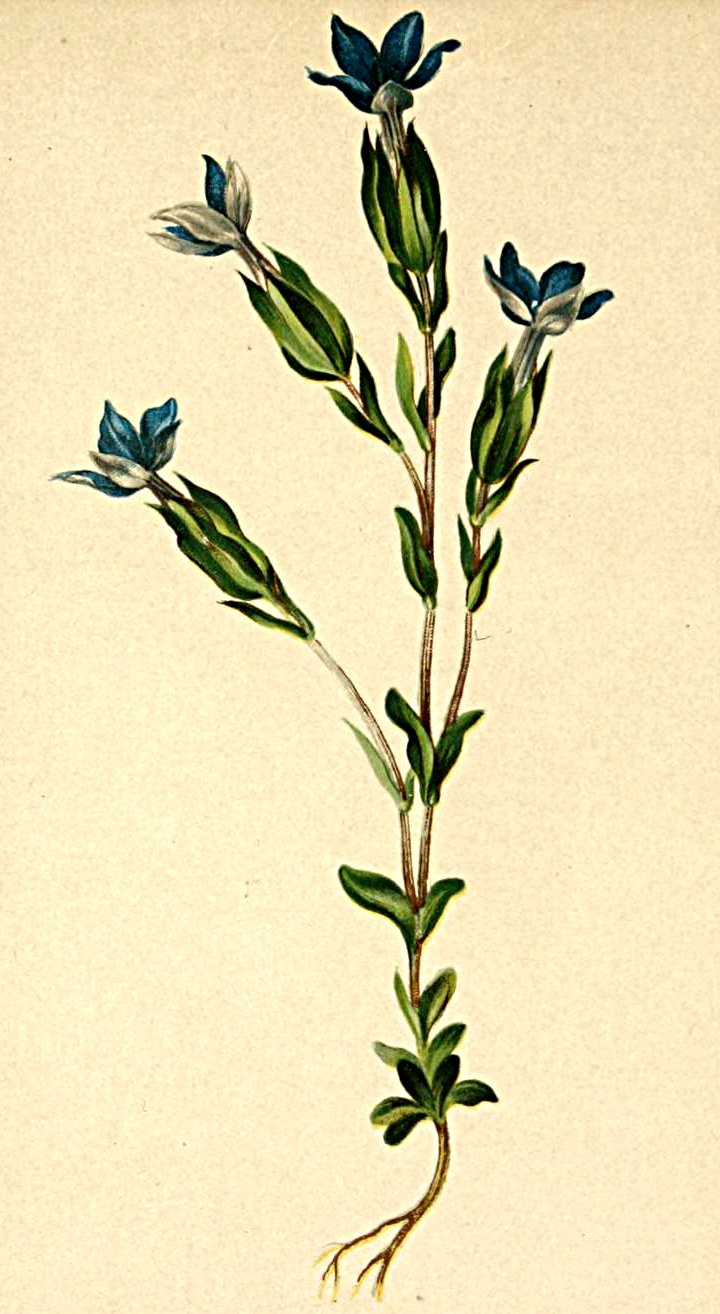
Gentiana utriculosa

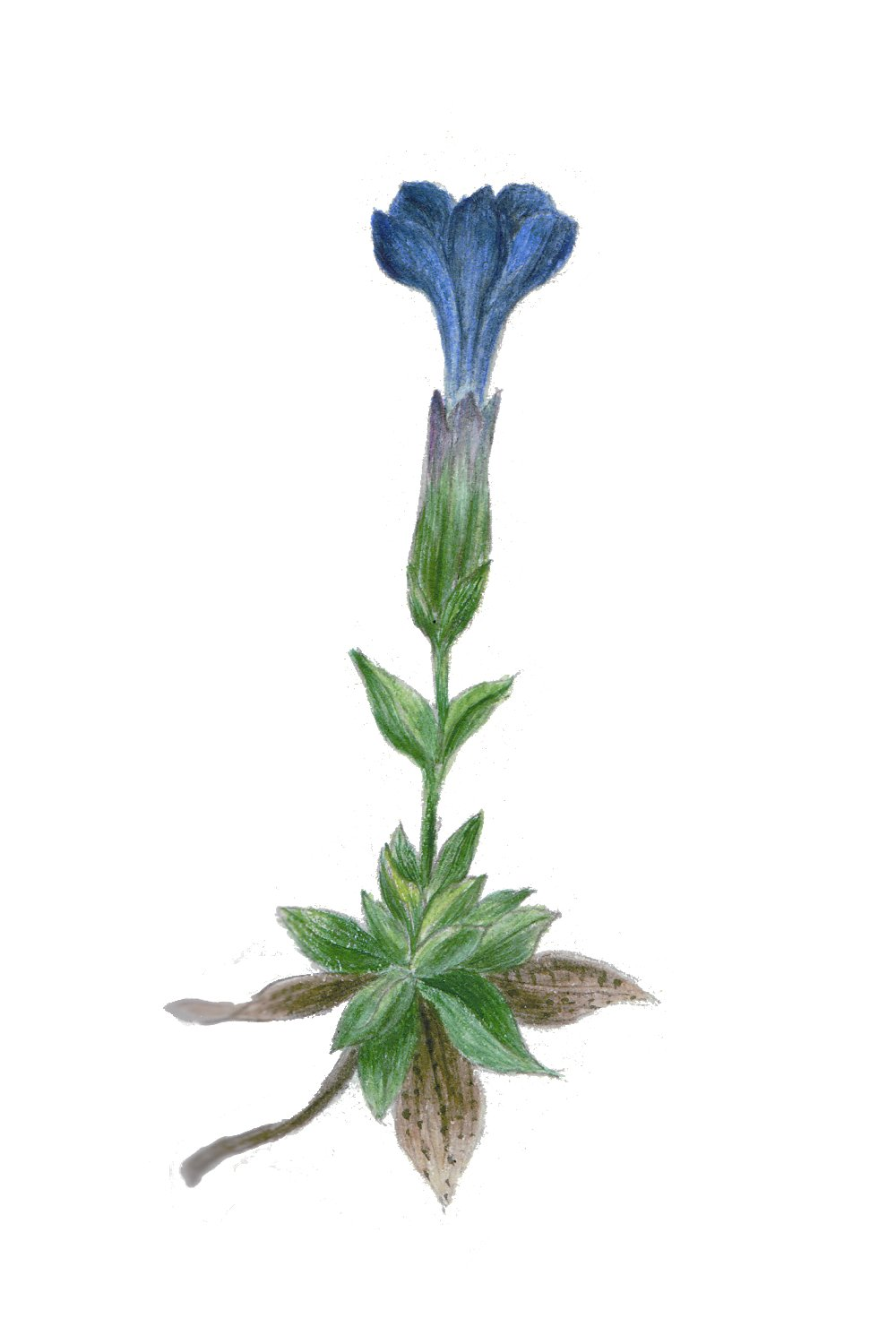
Gentiana verna

- Gentiana acaulis L. - genziana di Koch
- Gentiana affinis Griseb.
- Gentiana alba Muhl.
- Gentiana albescens (Franch.) Franch. ex Kusn.
- Gentiana albicalyx Burkill
- Gentiana algida Pall.
- Gentiana alii (Omer & Qaiser) T.N.Ho
- Gentiana alpina Vill.
- Gentiana alsinoides Franch.
- Gentiana altigena Harry Sm.
- Gentiana altorum Harry Sm. ex C.Marquand
- Gentiana × ambigua Hayek
- Gentiana amplicrater Burkill
- Gentiana andrewsii Griseb.
- Gentiana angustifolia Vill.
- Gentiana anisostemon C.Marquand
- Gentiana aperta Maxim.
- Gentiana apiata N.E.Br.
- Gentiana aquatica L.
- Gentiana arenicola Kerr
- Gentiana arethusae Burkill
- Gentiana argentea (Royle ex D.Don) Royle ex D.Don
- Gentiana arisanensis Hayata
- Gentiana aristata Maxim.
- Gentiana arunii D.Maity, S.K.Dey, J.Ghosh & Midday
- Gentiana asclepiadea L. - genziana minore
- Gentiana asterocalyx Diels
- Gentiana atlantica Litard. & Maire
- Gentiana atuntsiensis W.W.Sm.
- Gentiana austromontana J.S.Pringle & Sharp
- Gentiana autumnalis L.
- Gentiana baeuerlenii L.G.Adams
- Gentiana bambuseti T.Y.Hsieh, T.C.Hsu, S.M.Ku & C.I Peng
- Gentiana bavarica L.
- Gentiana beamanii J.S.Pringle
- Gentiana bella Franch. ex Hemsl.
- Gentiana bicentenaria A.Estrada & A.Rojas
- Gentiana bicuspidata (G.Don) Briq.
- Gentiana × billingtonii Farw.
- Gentiana boissieri Schott & Kotschy ex Boiss.
- Gentiana bokorensis Hul
- Gentiana bolavenensis A.Nagah., Tagane & Soulad.
- Gentiana borneensis Hook.f.
- Gentiana boryi Boiss.
- Gentiana brachyphylla Vill. - genzianella a foglie corte
- Gentiana bredboensis L.G.Adams
- Gentiana brentae Prosser & Bertolli
- Gentiana bryoides Burkill
- Gentiana burseri Lapeyr.
- Gentiana cachemirica Decne.
- Gentiana caelestis (C.Marquand) Harry Sm.
- Gentiana caeruleogrisea T.N.Ho
- Gentiana caliculata Lex.
- Gentiana calycosa Griseb.
- Gentiana capitata Buch.-Ham. ex D.Don
- Gentiana carinata (D.Don) Griseb.
- Gentiana carinicostata Wernham
- Gentiana catesbaei Walter
- Gentiana cephalantha Franch. ex Hemsl.
- Gentiana cephalodes Edgew.
- Gentiana × charpentieri E.Thomas ex Hegetschw.
- Gentiana chateri T.N.Ho
- Gentiana chinensis Kusn.
- Gentiana choanantha C.Marquand
- Gentiana chungtienensis C.Marquand
- Gentiana clarkei Kusn.
- Gentiana clausa Raf.
- Gentiana clusii Perr. & Songeon - genziana di Clusius
- Gentiana confertifolia C.Marquand
- Gentiana coronata (D.Don ex Royle) Griseb.
- Gentiana crassa Kurz
- Gentiana crassicaulis Duthie ex Burkill
- Gentiana crassula Harry Sm.
- Gentiana crassuloides Bureau & Franch.
- Gentiana cristata Harry Sm.
- Gentiana cruciata L. - genziana crociata
- Gentiana cruttwellii Harry Sm.
- Gentiana cuneibarba Harry Sm.
- Gentiana × curtisii J.S.Pringle
- Gentiana dahurica Fisch.
- Gentiana davidi Franch.
- Gentiana decemfida Buch.-Ham. ex D.Don
- Gentiana decora Pollard
- Gentiana decorata Diels
- Gentiana decumbens L.f.
- Gentiana delavayi Franch.
- Gentiana deltoidea Harry Sm.
- Gentiana dendrologi C.Marquand
- Gentiana densiflora T.N.Ho
- Gentiana depressa D.Don
- Gentiana × digenea Jakow.
- Gentiana divaricata T.N.Ho
- Gentiana diversifolia Merr.
- Gentiana douglasiana Bong.
- Gentiana dschungarica Regel
- Gentiana dshimilensis K.Koch
- Gentiana duclouxii Franch.
- Gentiana durangensis Villarreal
- Gentiana ecaudata C.Marquand
- Gentiana elmeriana Halda
- Gentiana elwesii C.B.Clarke
- Gentiana emodi C.Marquand ex Sealy
- Gentiana ettingshausenii F.Muell.
- Gentiana exigua Harry Sm.
- Gentiana faucipilosa Harry Sm.
- Gentiana fieldiana J.S.Pringle
- Gentiana filistyla Balf.f. & Forrest
- Gentiana flavomaculata Hayata
- Gentiana flexicaulis Harry Sm.
- Gentiana formosa Harry Sm.
- Gentiana forrestii C.Marquand
- Gentiana franchetiana Kusn.
- Gentiana fremontii Torr.
- Gentiana frigida Haenke
- Gentiana froelichii Jan ex Rchb.
- Gentiana futtereri Diels & Gilg
- Gentiana × gaudiniana E.Thomas ex W.D.J.Koch
- Gentiana gayi Griseb.
- Gentiana gelida M.Bieb.
- Gentiana georgei Diels
- Gentiana gilvostriata C.Marquand
- Gentiana glauca Pall.
- Gentiana grandiflora Laxm.
- Gentiana × grandilacustris J.S.Pringle
- Gentiana grata Harry Sm.
- Gentiana × grisebachiana Rouy
- Gentiana grumii Kusn.
- Gentiana gyirongensis T.N.Ho
- Gentiana handeliana Harry Sm.
- Gentiana haraldi-smithii Halda
- Gentiana harrowiana Diels
- Gentiana haynaldii Kanitz
- Gentiana heleonastes Harry Sm.
- Gentiana helophila Balf.f. & Forrest
- Gentiana hesseliana Hosseus
- Gentiana hexaphylla Maxim. ex Kusn.
- Gentiana himalayensis T.N.Ho
- Gentiana hirsuta Ma & E.W.Ma ex T.N.Ho
- Gentiana hohoxiliensis S.K.Wu & R.F.Huang
- Gentiana hooperi J.S.Pringle
- Gentiana hsinganica J.H.Yu
- Gentiana hugelii Griseb.
- Gentiana huxleyi Kusn.
- Gentiana × hybrida Schleich. ex DC.
- Gentiana intricata C.Marquand
- Gentiana jamesii Hemsl.
- Gentiana jarmilae Halda
- Gentiana jingdongensis T.N.Ho
- Gentiana jouyana Hul
- Gentiana kaohsiungensis Chih H.Chen & J.C.Wang
- Gentiana kauffmanniana Regel & Schmalh.
- Gentiana khammouanensis Hul
- Gentiana kirilowii Turcz.
- Gentiana kurroo Royle
- Gentiana kurumbae Anilkumar & Udayan
- Gentiana kwangsiensis T.N. Ho
- Gentiana lacerulata Harry Sm.
- Gentiana laciniata Kit. ex Kanitz
- Gentiana × laengstii Hausm.
- Gentiana laevigata M.Martens & Galeotti
- Gentiana lagodechiana (Kusn.) Grossh.
- Gentiana langbianensis A.Chev. ex S.Hul
- Gentiana laotica Soulad., Tagane & Yahara
- Gentiana lateriflora Hemsl.
- Gentiana latidens (House) J.S.Pringle & Weakley
- Gentiana lawrencei Burkill - genziana del Tibet
- Gentiana laxiflora T.N.Ho
- Gentiana leroyana Hul
- Gentiana leucomelaena Maxim.
- Gentiana lhassica Burkill
- Gentiana liangshanensis Z.Y.Zhu
- Gentiana licentii Harry Sm.
- Gentiana ligustica R.Vilm. & Chopinet - genziana ligure
- Gentiana linearis Froel.
- Gentiana lineolata Franch.
- Gentiana linoides Franch. ex Hemsl.
- Gentiana loerzingii Ridl.
- Gentiana longicollis G.L.Nesom
- Gentiana loureiroi (G.Don) Griseb.
- Gentiana lowryi Hul
- Gentiana lutea L.  - genziana maggiore
- Gentiana lycopodioides Stapf
- Gentiana macgregoryi Hemsl.
- Gentiana macrophylla Pall.
- Gentiana maeulchanensis Franch.
- Gentiana mairei H.Lév.
- Gentiana makinoi Kusn.
- Gentiana manshurica Kitag.
- Gentiana × marcailhouana Rouy
- Gentiana × marceli-jouseaui Halda
- Gentiana × media Arv.-Touv.
- Gentiana meiantha (C.B.Clarke) Harry Sm.
- Gentiana melandriifolia Franch. ex Hemsl.
- Gentiana membranulifera T.N.Ho
- Gentiana micans C.B.Clarke
- Gentiana micantiformis Burkill
- Gentiana micrantha Aitch. ex Hemsl.
- Gentiana microdonta Franch. ex Hemsl.
- Gentiana microphyta Franch. ex Hemsl.
- Gentiana mirandae Paray
- Gentiana moniliformis C.Marquand
- Gentiana muscicola C.Marquand
- Gentiana myrioclada Franch.
- Gentiana namlaensis C.Marquand
- Gentiana nanobella C.Marquand
- Gentiana nerterifolia P.Royen
- Gentiana newberryi A.Gray
- Gentiana nipponica Maxim.
- Gentiana nivalis L. - genziana delle nevi
- Gentiana nubigena Edgew.
- Gentiana nudicaulis Kurz
- Gentiana nyalamensis T.N.Ho
- Gentiana obconica T.N.Ho
- Gentiana occidentalis Jakow.
- Gentiana officinalis Harry Sm.
- Gentiana olgae Regel ex Schmalh.
- Gentiana oligophylla Harry Sm.
- Gentiana olivieri Griseb.
- Gentiana oreodoxa Harry Sm.
- Gentiana oreocharis Halda & Jurášek
- Gentiana ornata (D.Don) Wall. ex Griseb.
- Gentiana ovatiloba Kusn.
- Gentiana pachyphylla Merr.
- Gentiana × pallidocyanea J.S.Pringle
- Gentiana pannonica Scop.
- Gentiana panthaica Prain & Burkill
- Gentiana papillosa Franch.
- Gentiana paradoxa Albov
- Gentiana parryae C.Marquand
- Gentiana parryi Engelm.
- Gentiana parvula Harry Sm.
- Gentiana pedata Harry Sm.
- Gentiana pedicellata (D.Don) Wall.
- Gentiana perpusilla Brandegee
- Gentiana phyllocalyx C.B.Clarke
- Gentiana piasezkii Maxim.
- Gentiana picta Franch. ex Hemsl.
- Gentiana platypetala Griseb.
- Gentiana plurisetosa C.T.Mason
- Gentiana pneumonanthe L. - genziana mettimborsa
- Gentiana praeclara C.Marquand
- Gentiana praticola Franch.
- Gentiana prattii Kusn.
- Gentiana pringlei M.Shabir, P.Agnihotri, J.K.Tiwari & T.Husain
- Gentiana producta T.N.Ho
- Gentiana prolata Balf.f.
- Gentiana prostrata Haenke
- Gentiana pseudosquarrosa Harry Sm.
- Gentiana puberulenta J.S.Pringle
- Gentiana pubigera C.Marquand
- Gentiana pulvinarum W.W.Sm.
- Gentiana pumila Jacq.
- Gentiana pumilio Standl. & Steyerm.
- Gentiana punctata L.
- Gentiana purpurea L.
- Gentiana pyrenaica L.
- Gentiana qiujiangensis T.N.Ho
- Gentiana quadrifaria Blume
- Gentiana querceticola Halda & Jurášek
- Gentiana radiata C.Marquand
- Gentiana radicans Harry Sm.
- Gentiana ranae M.Shabir & M.D.Dwivedi
- Gentiana recurvata C.B.Clarke
- Gentiana riparia Kar. & Kir.
- Gentiana robusta King ex Hook.f.
- Gentiana rostanii Reut. ex Verlot
- Gentiana rubicunda Franch.
- Gentiana rubricaulis Schwein.
- Gentiana sagarmathae Miyam. & H.Ohba
- Gentiana saginifolia Wernham
- Gentiana saginoides Burkill
- Gentiana saltuum C.Marquand
- Gentiana saponaria L.
- Gentiana sasidharanii K.M.P.Kumar & Sunil
- Gentiana satsunanensis T.Yamaz.
- Gentiana scabra Bunge
- Gentiana scabrida Hayata
- Gentiana sceptrum Griseb.
- Gentiana scytophylla T.N.Ho
- Gentiana sedifolia Kunth
- Gentiana septemfida Pall.
- Gentiana setigera A.Gray
- Gentiana shaanxiensis T.N.Ho
- Gentiana sierrae Briq.
- Gentiana sikkimensis C.B.Clarke
- Gentiana sikokiana Maxim.
- Gentiana simulatrix C.Marquand
- Gentiana sino-ornata Balf.f.
- Gentiana siphonantha Maxim. ex Kusn.
- Gentiana sirensis  J.S.Pringle
- Gentiana spathacea Kunth
- Gentiana spathulifolia Kusn.
- Gentiana spathulisepala T.N.Ho & S.W.Liu
- Gentiana springateana D.Maity
- Gentiana squarrosa Ledeb.
- Gentiana stellata Turrill
- Gentiana stellulata Harry Sm.
- Gentiana stipitata Edgew.
- Gentiana stragulata Balf.f. & Forrest
- Gentiana straminea Maxim.
- Gentiana suborbisepala C.Marquand
- Gentiana subpolytrichoides Grubov
- Gentiana subuliformis S.W.Liu
- Gentiana sumatrana Ridl.
- Gentiana susamyrensis Pachom.
- Gentiana susanneae Adr.Favre
- Gentiana sutchuenensis Franch. ex Hemsl.
- Gentiana szechenyii Kanitz
- Gentiana taiwanialbiflora S.S.Ying
- Gentiana taiwanica T.N.Ho
- Gentiana takushii T.Yamaz.
- Gentiana taliensis Balf.f. & Forrest
- Gentiana tarokoensis Chih H.Chen & J.C.Wang
- Gentiana tatsienensis Franch.
- Gentiana terglouensis Hacq.
- Gentiana ternifolia Franch.
- Gentiana tetraphylla Maxim. ex Kusn.
- Gentiana tetrasepala Biswas
- Gentiana tetrasticha C.Marquand
- Gentiana thunbergii (G.Don) Griseb.
- Gentiana tibetica King ex Hook.f.
- Gentiana timida Kerr
- Gentiana tongolensis Franch.
- Gentiana tonkinensis Hul
- Gentiana tornezyana Litard. & Maire
- Gentiana trichotoma Kusn.
- Gentiana tricolor Diels & Gilg
- Gentiana triflora Pall.
- Gentiana tubiflora (G.Don) Griseb.
- Gentiana uchiyamae Nakai
- Gentiana ulmeri Merr.
- Gentiana uniflora Georgi
- Gentiana urnula Harry Sm.
- Gentiana utriculosa L. - genziana alata
- Gentiana vandellioides Hemsl.
- Gentiana vandewateri Wernham
- Gentiana veitchiorum Hemsl.
- Gentiana venusta (G.Don) Wall. ex Griseb.
- Gentiana verna L. - genziana primaticcia
- Gentiana vernayi C.Marquand
- Gentiana viatrix Harry Sm. ex C.Marquand
- Gentiana villifera H.W.Li ex T.N.Ho
- Gentiana villosa L.
- Gentiana waltonii Burkill
- Gentiana walujewii Regel & Schmalh.
- Gentiana wangchukii E.Aitken & D.G.Long
- Gentiana wardii W.W.Sm.
- Gentiana wasenensis C.Marquand
- Gentiana wilsonii C.Marquand
- Gentiana winchuanensis T.N.Ho
- Gentiana wingecarribiensis L.G.Adams
- Gentiana woodii J.S.Pringle
- Gentiana xanthonannos Harry Sm.
- Gentiana yakushimensis Makino
- Gentiana yokusai Burkill
- Gentiana yunnanensis Franch.
- Gentiana zekuensis T.N.Ho & S.W.Liu
- Gentiana zhenxiongensis L.H.Wu & Z.T.Wang
- Gentiana zollingeri Fawc.

## Usi
Secondo quanto afferma Plinio il Vecchio, questo genere di piante prese il nome di genziana dopo che Genzio (180-168 a.C.), re dell'Illiria, affermò di averne scoperto le proprietà curative. Molte specie, infatti, sono usate come "piante medicinali" e le loro radici sono usate per la preparazione di liquori tonici, per esempio nel francese suze e nell'acquavite di genziana, prodotto nella Val Rendena.
La genziana è utilizzata come aromatizzante negli amari e in alcuni aperitivi. Celebre è, ad esempio, l'Amaro Sibilla, prodotto nell'appennino marchigiano proprio con questa erba sin dal lontano anno 1868, ma è anche tra gli ingredienti del Fernet Branca, dello Stomatica Foletto e dell'Aperol. È costituente comune in numerose ricette e nella liquoristica viene anche utilizzata per la produzione del vermouth.
In Abruzzo è famoso ed esportato in tutto il mondo il Liquore di genziana, un infuso dalle altissime proprietà digestive, preparato secondo ricette locali che variano da località a località. Tra queste è molto ricercata (quanto difficilmente reperibile perché non ne esistono versioni commerciali) quella tipica del contado di L’Aquila che prevede, tra gli ingredienti, il vino povero di vigne montane, il cosiddetto acetello, che conferisce all’infuso un inconfondibile e pregiato retrogusto amarognolo.
La specie utilizzata per liquori e tisane è Gentiana lutea, quella dai fiori gialli.
ll pregio della Gentiana è anche dovuto al fatto che le radici migliori sono quelle naturali (non coltivate) che in molte zone è proibito raccogliere in quanto specie protetta.
In particolare si sono registrati numerosi sequestri in Abruzzo dove la produzione del liquore digestivo Genziana è più rinomata.

## Costituenti chimici
Tra i composti chimici responsabili del sapore amaro della genziana figura l'amarogentina, il composto naturale più amaro mai isolato.

## Numismatica
Una gentiana è effigiata sulla moneta da un centesimo di euro dell'Austria.